# Дебелорепи патуљасти лемур
Дебелорепи патуљасти лемур (лат. Cheirogaleus medius) је врста примата из породице патуљастих лемура (Cheirogaleidae). Овај полумајмун је ендемит Мадагаскара.

## Распрострањење
Ареал врсте је ограничен на једну државу, Мадагаскар.

## Станиште
Станиште врсте су шуме. 

## Угроженост
Ова врста је наведена као последња брига, јер има широко распрострањење и честа је врста.